# Vaserne
Vaserne er et ca. 86 hektar våd-, mose- og engområde ved Furesøens nordlige bred ved bugten Storekalv, mellem Farum og Holte, og sydøst for Bistrup. I området er talrige tørvegrave fra 2. verdenskrig samt ellesumpe og enge.
Sumpene har bevaret et urskovsagtigt præg med høje rodnet fra træerne ude i vandet, og mange væltede stammer. Området er hjemsted for et rigt fugleliv, og omkring 150 forskellige arter er iagttaget her. 
Betegnelsen 'Vaserne' kommer fra ordet 'vase', som i denne sammenhæng betyder en vej bygget af grene over et sumpet område.

## Naturbeskyttelse
Vaserne blev sammen med den vestlige del af Frederikslund Skov i alt 116 ha fredet i 1946-1947.14 ha. af Vaserne blev i 1999 overdraget til Fugleværnsfonden der gjorde det til et naturreservat og med støtte fra Aage V. Jensens Fonde og Friluftsrådet, har den opført en formidlingspavillon i det nordøstligste hjørne af området.
Vaserne er en del af Natura 2000-område 139: Øvre Mølleådal, Furesø og Frederiksdal Skov , og er både habitatområde og fuglebeskyttelsesområde. 

## Eksterne kilder og henvisninger
1. ↑  Ejner G. Pedersen (1986), Hærvej og Hedevej i Hardsyssel, s. 61, ISBN 87-87358-03-4, Wikidata Q122865027
2. ↑  Natura 2000-område 139: Øvre Mølleådal, Furesø og Frederiksdal Skov (H123, F109) (Webside ikke længere tilgængelig)

- Fredningskendelse
- Fugleværnsfondens side om Vaserne

55°49′23″N 12°26′52″Ø / 55.82306°N 12.44778°Ø